# Viehmarkt

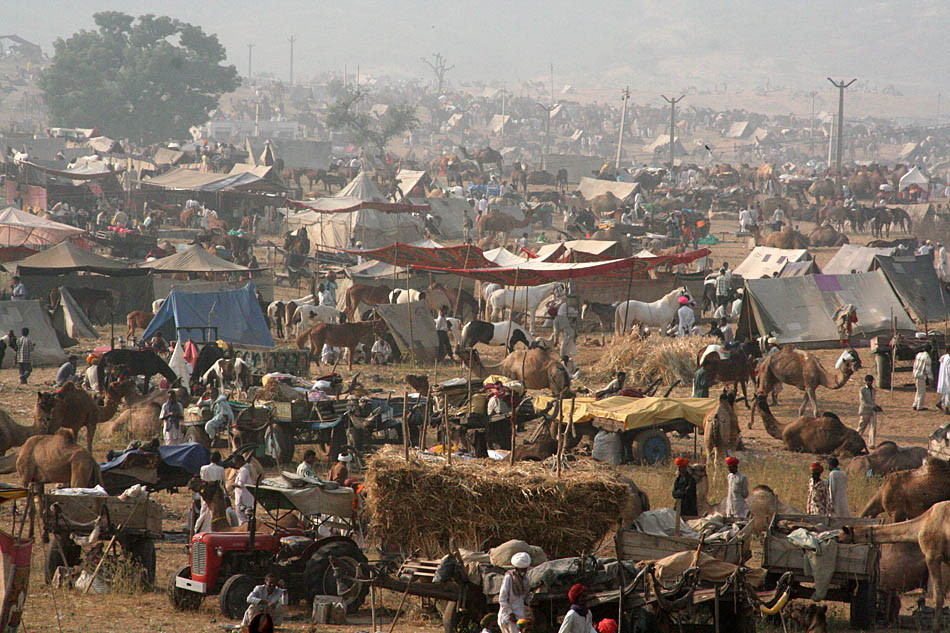
Viehmarkt in Pushkar

Ein Viehmarkt ist eine regelmäßige Verkaufsveranstaltung für Schlachttiere und Zucht- und Nutzvieh unter freiem Himmel.

## Bedeutung
Der Markt fand wegen der zu erwartenden Verunreinigungen und des Lärms meist am Ortsrand statt. Seit dem Mittelalter wurden Ort und Zeitpunkte der Märkte durch das Marktrecht geregelt. Manchmal gehörten öffentliche Unterhaltungsveranstaltungen wie Schaukämpfe oder Reiterspiele (fantasias) zum Rahmenprogramm.
Viele heutige Bauern-, Wochen- und Jahrmärkte haben ihren Ursprung in ehemaligen Vieh- und Pferdemärkten, was teilweise auch noch durch den Namen ersichtlich ist. In Spanien wurden die zumeist im 20. Jahrhundert entstandenen Stierkampfarenen oft auf ehemaligen Viehmarktarealen erbaut. Der alljährlich im November stattfindende Kamel-, Pferde-, Ziegen- und Schafmarkt von Pushkar in Rajasthan im Nordwesten Indiens ist einer der bedeutendsten der Welt. Er wird von tausenden Händlern und hunderttausenden Touristen besucht. In Norddeutschland hatten der Husumer Viehmarkt und der Ochsenweg jahrhundertelang Bedeutung. 